# Besomar 3310
Besomar 3310 — український дрон-перехоплювач літакового типу середньої дальності, розроблений українськими фахівцями Besomar в 2023 році. Основними операторами є ГУР, СБУ та ПС ЗСУ.

## Опис
Основні особливості БпЛА полягають у їхній здатності протистояти радіоелектронній боротьбі противника та вражати цілі в автономному режимі. Оператору дрона достатньо лише визначити ціль і дати команду на атаку. Після цього Besomar 3310 самостійно виконує удар, причому засоби РЕБ противника не здатні йому завадити.
Ці українські БпЛА здатні долати відстань до 50-60 кілометрів і розвивати швидкість до 160 км/год. Besomar 3310 оснащений бойовою частиною масою 4 кілограми, що робить її ефективним засобом для знищення ворожих цілей.
Дрон має високі аеродинамічні характеристики, що дозволяє йому планувати на великі відстані при вимкненому двигуні.

## Модифікації
Besomar 3310 має модульну конструкцію і може використоауватись як:
- Дрон-камікадзе (перехоплювач)
- Дрон-розвідник багаторазового використання
- Штурмовик, що може стріляти ракетами чи іншою зброєю
- Дрон-транспортувальник

## Оператори
- Україна: більш як 100 одиниць[3]